# Chickney
Chickney is een civil parish in het bestuurlijke gebied Uttlesford, in het Engelse graafschap Essex. In 2001 telde het dorp 38 inwoners. Het dorp heeft een kerk.